# Coja (Turquestão)

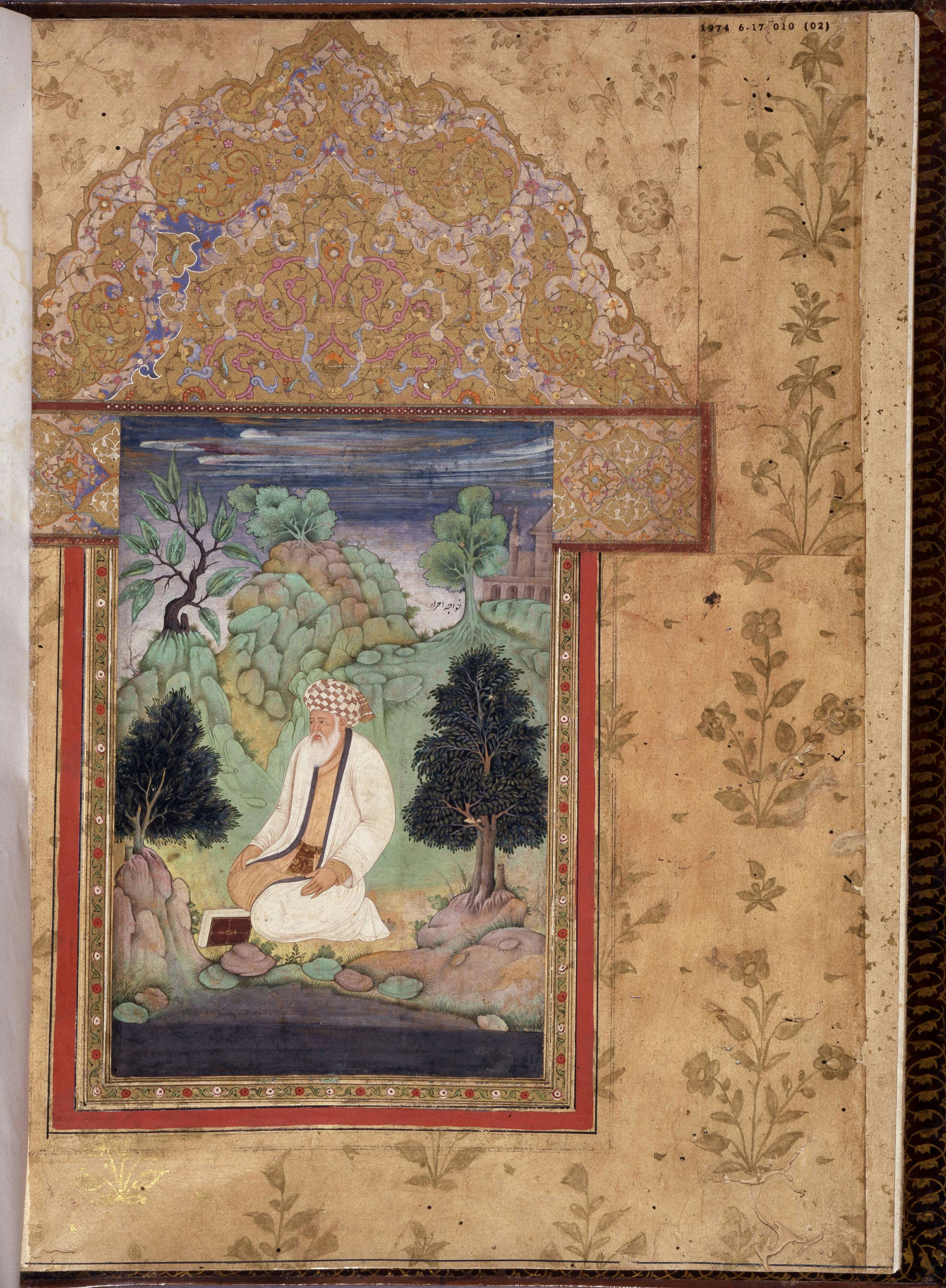
Xeique Coja Arar (Mestre da Liberdade)

Coja (em cazaque:  қожа ; em quirguiz:  кожо; em uigur:  خوجا ; em persa: خواجه; em tajique:  хӯҷа; em usbeque:  xo'ja; em chinês:  和卓), uma palavra persa que significa literalmente "mestre" ou "senhor", foi usada na Ásia Central como um título dos descendentes do notável professor sufita Naqshbandi da Ásia Central, Amade Cassani (1461-1542) ou outros na linhagem intelectual Naqshbandi antes de Baha al-din Naqshband. A figura religiosa mais poderosa no final da era timúrida foi o Naqshbandi xeique Coja Arar.  Os cojas eram frequentemente nomeados administradores pelos governantes mongóis em Altixar ou na atual região da Bacia do Tarim em Sinquião, China.
Os cojas de Altixar afirmavam ser saídes (descendentes de Maomé) e ainda são considerados como tal pelo povo da fraternidade de Altixar. Embora o próprio Amade Cassani, conhecido como Makhdūm-i-Azam ou "Grande Mestre" por seus seguidores, nunca tenha visitado Altixar (hoje Bacia do Tarim), muitos de seus descendentes, conhecidos como Makhdūmzādas e com o título coja desempenhou papéis importantes na política da região entre os séculos XVII e XIX.
Com a morte de Amade Cassani, ocorreu uma divisão entre os cojas que resultou em um partido se tornando seguidores do filho mais velho do Macdum, Coja Muhammad Amin, mais conhecido como Ishan-i-Kalan, e outro se unindo a seu filho mais novo, Coja Maomé Ixaque Uáli. Os seguidores de Ishan-i-Kalan parecem ter adquirido o nome de Aq Taghliqs ou Montanhistas Brancos e o de Ishaq Qara Taghliqs ou Montanhistas Negros, mas esses nomes não faziam referência às localidades onde viviam seus adeptos. Todos eram habitantes das terras baixas e cidades do Turquestão Oriental, mas cada secção fez aliados entre os quirguizes das montanhas vizinhas e aparentemente os subsidiou nas suas batalhas internas. As tribos quirguizes das cordilheiras ocidentais de Tian Shan situadas ao norte de Casgar eram conhecidas como os Montanhistas Brancos e as tribos quirguizes dos Pamir, Caracórum e Cunlum como os montanhistas negros com Iarcanda como sua principal cidade de influência, de modo que os cojas vieram assumir as designações dos seus aliados quirguizes.
A Língua chagatai Tadhkirah i Khwajagan (um Tadhkirah) foi escrita por M. Sadiq Kashghari. 